# Schmetterling (Zeitschrift)
Schmetterling (anfangs Der Schmetterling) war eine Kinderzeitschrift, die in Österreich von 1926 bis 1941 mit 24 Heften pro Jahr erschien.
Die Zeitschrift erschien anfangs bei Hellmut Mielke & Co, Inh. Hans Steinsberg, ab Ausgabe 22/1934 bei Service Zeitungsverlg. A.G., Glarus Gb. Die Heft wurden teils normal verkauft, teilweise auch als Werbegeschenke verschiedener Unternehmen verteilt.
Die Ausgaben 7–10/1938 enthielten Comics mit Donald Duck unter dem Namen Emmerich, 1937 und 1938 erschienen außerdem Comics mit dem Kater Felix.